# Kobberbryllup (film)
Kobberbryllup er en dansk film fra 1933.
- Manuskript Svend Rindom.
- Instruktion George Schnéevoigt.

Blandt de medvirkende kan nævnes:
- Henrik Malberg
- Lili Lani
- Charles Tharnæs
- Eva Heramb
- Martin Hansen
- Rasmus Christiansen
- Agis Winding